# 縛られたプロメテウス (ルーベンス)
『縛られたプロメテウス』（しばられたプロメテウス、蘭: Prometheus gebonden、英: Prometheus Bound）は、フランドルのバロック期の巨匠ピーテル・パウル・ルーベンスが1611-1612年ごろ、キャンバス上に油彩で描いた絵画で、古代ギリシアの演劇『縛られたプロメテウス』に影響を受けている。ルーベンスは鷹の描写でフランス・スナイデルスの協力を得ているが、バロックの力強い対角線と写実的な細部が鑑賞者の激しく直感的な反応を誘う作品となっている。1612-1618年の間、ルーベンスの所有であったが、その後、彼の一群の絵画とともにダドリー・カールトンが所有していた古代彫刻と交換された。作品は1950年に購入されて以来、フィラデルフィア美術館に所蔵されている。

## 歴史
1582年、ルーベンスは、遠い親戚で風景画家であったトビアス・フェルハーフトのもとで最初の修行をし、短期間、風景の構図に関する基本を学んだ。これが本作『縛られたプロメテウス』を含む彼の作品に影響を与えた。というのは、背景は彼の多くの作品における構図で重要な役割を持つからである。その後、ルーベンスは、肖像画家で、多くの裸体像とフランドルのありのままの生活を描写した神話画で知られるアダム・ファン・ノールトのもとで4年間修業をした。ルーベンスは、自身の工房を所有する以前の1594-1598年にオットー・ファン・フェーンとも共同制作をした。その時、ルーベンスは歴史画の図像学について学んだが、それは『縛られたプロメテウス』においては鑑賞者に近い位置のプロメテウス像と古代ギリシアの演劇に由来する図像により示されている。
1610に、ルーベンスはアントウェルペンに自身の工房を設立したが、一方でブリュッセルのネーデルラント総督アルブレヒト・フォン・エスターライヒと彼の妻イサベル・クララ・エウへニアの宮廷画家も務めた。本作と同時期に、ルーベンスは委嘱された祭壇画『キリスト降架』 (聖母大聖堂、アントウェルペン) も描いた。

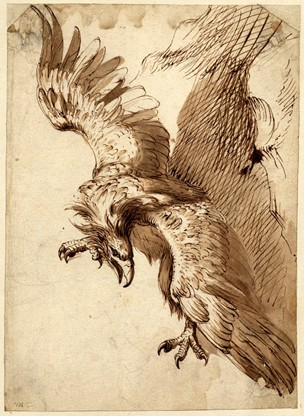
フランス・スナイデルスの素描 (大英博物館、ロンドン)

### フランス・スナイデルスとの協力
自身の工房を設立した後、ルーベンスは多くの重要な委嘱を受けた。彼は、各分野で専門家と見なされた芸術家たちと協力した。『縛られたプロメテウス』では動物と狩猟の場面を描く専門家フランス・スナイデルスと共同制作をし、スナイデルスは作品中の鷹を描いた。

## 解釈
ルーベンスの絵画では、巨大な鷹の嘴がプロメテウスの胴体を裂いており、彼の内臓が露わになっている。鷹の爪がプロメテウスの右目に食い込んでいるが、左目は鷹に焦点が当てられており、彼が自身の拷問を意識していることが示唆される。彼の苦悶は握られた拳、捩られた脚、乱れた髪の毛に表されている。肝臓は拷問の源として選択されているが、それはギリシア人が肝臓を知性、魂、生命の宿る場所と見なしたからである。したがって、画面では、プロメテウスの生命が失われていくさまが描き出されている。なお、画面下部左端の燃え盛る松明は後から描き加えられたものであるが、プロメテウスの罪が何であるかを暗示する手掛かりとなっている。
ルーベンスの芸術は、対抗宗教改革に対する兄のフィリップ・ルーベンスとフィリップの師ユストゥス・リプシウスの態度と関連している。彼らは古代ギリシアと古代ローマの書物と概念を研究したが、異教徒の神話をキリスト教における1つの神の力に間接的に貢献するものと見なしたのである。

教授でルーベンスの兄フィリップの師リプシウスが書いた詩は、意図されたものである、この絵画の鑑賞者の反応を記している。
ここでは、鍵状の嘴で、怪物のような猛禽がプロメテウスの肝臓を引き出している。彼は永遠に苦悶からの猶予をまったく与えられず、獰猛な鳥が彼の蘇生する胸に近づき、罰として襲いかかる。鳥は犠牲に供された食事に満足せず、爪で苦渋に満ちた顔を、太腿を裂く。鳥は、鑑賞者をめがけて飛んでくるであろう。繋がれたプロメテウスに鳥を留めることはできない。鳥は鑑賞者たちを怖がらせ、燃えるような目を1人1人に向けるのみである。血がプロメテウスの胸と、鳥の爪が痕跡を残したあらゆる部分から流れ出、鳥の射るような目は獰猛な炎を投げかける。鳥が動いて、羽根が震えているかのように思うかもしれない。恐怖が鑑賞者を掴んで離さない。

## ルーベンスが受けた影響

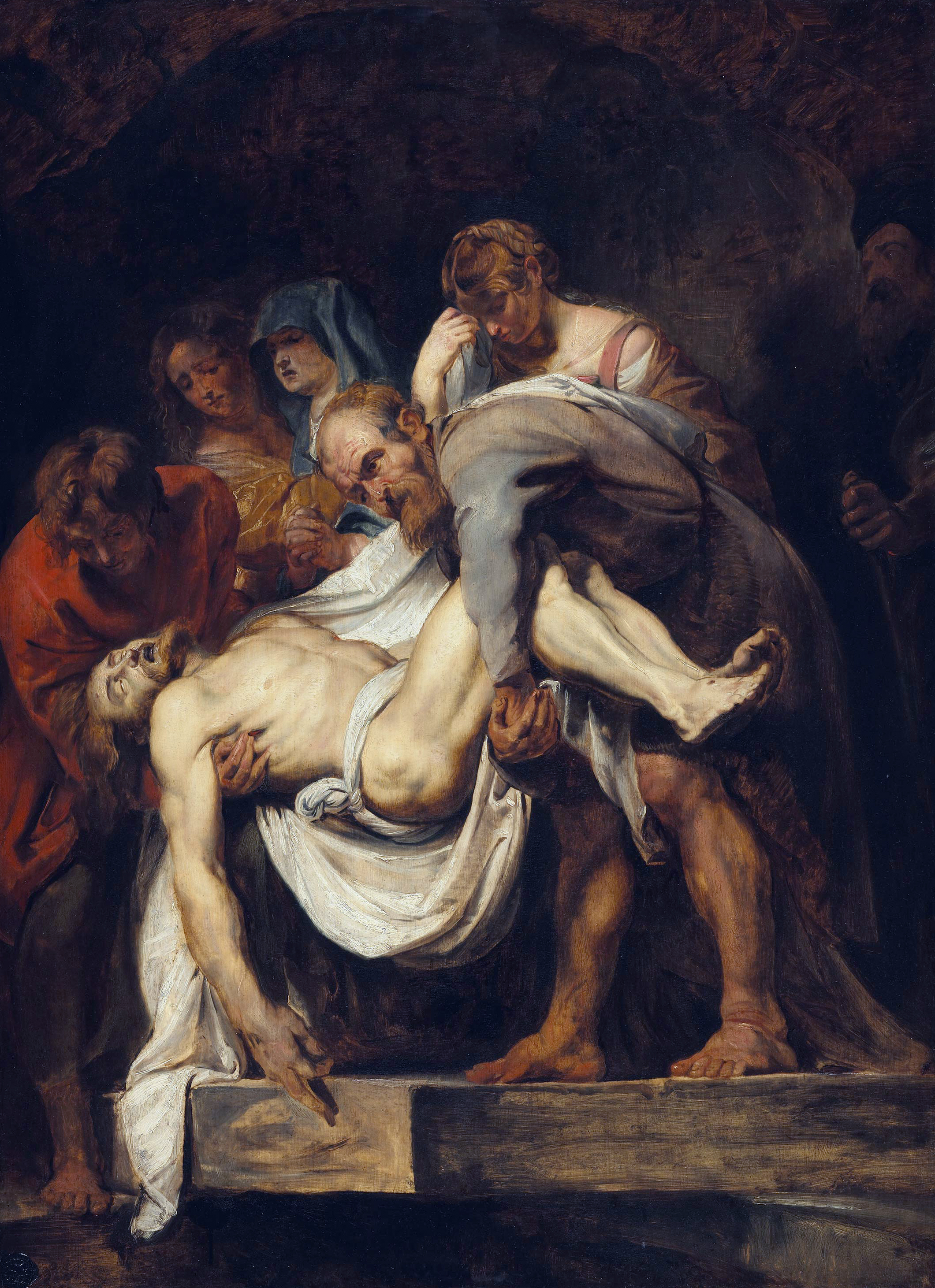
ルーベンス『キリストの埋葬』 (カラヴァッジョにもとづく)

ローマがカトリック復活の最中に会った時、ルーベンスは、システィーナ礼拝堂 (ヴァチカン宮殿) にミケランジェロが描いた人物像の習作を夥しい時間をかけて制作していた。ルーベンスの『縛られたプロメテウス』は、ミケランジェロの筋骨逞しい、肩幅の大きな身体像に影響を受けている。ローマでは、またこの時期にカラヴァッジョが画業の絶頂期を迎えていた。ルーベンスとカラヴァッジョが会った可能性はないが、ルーベンスはカラヴァッジョの絵画に感銘を受け、そのうちのいくつかを模写した。カラヴァッジョは波乱万丈の人生を送ったが、光と影の劇的な対比によるテネブリスムを習得し、しばしば人物像に焦点を当てるのに用いた。

### ヴェネツィア

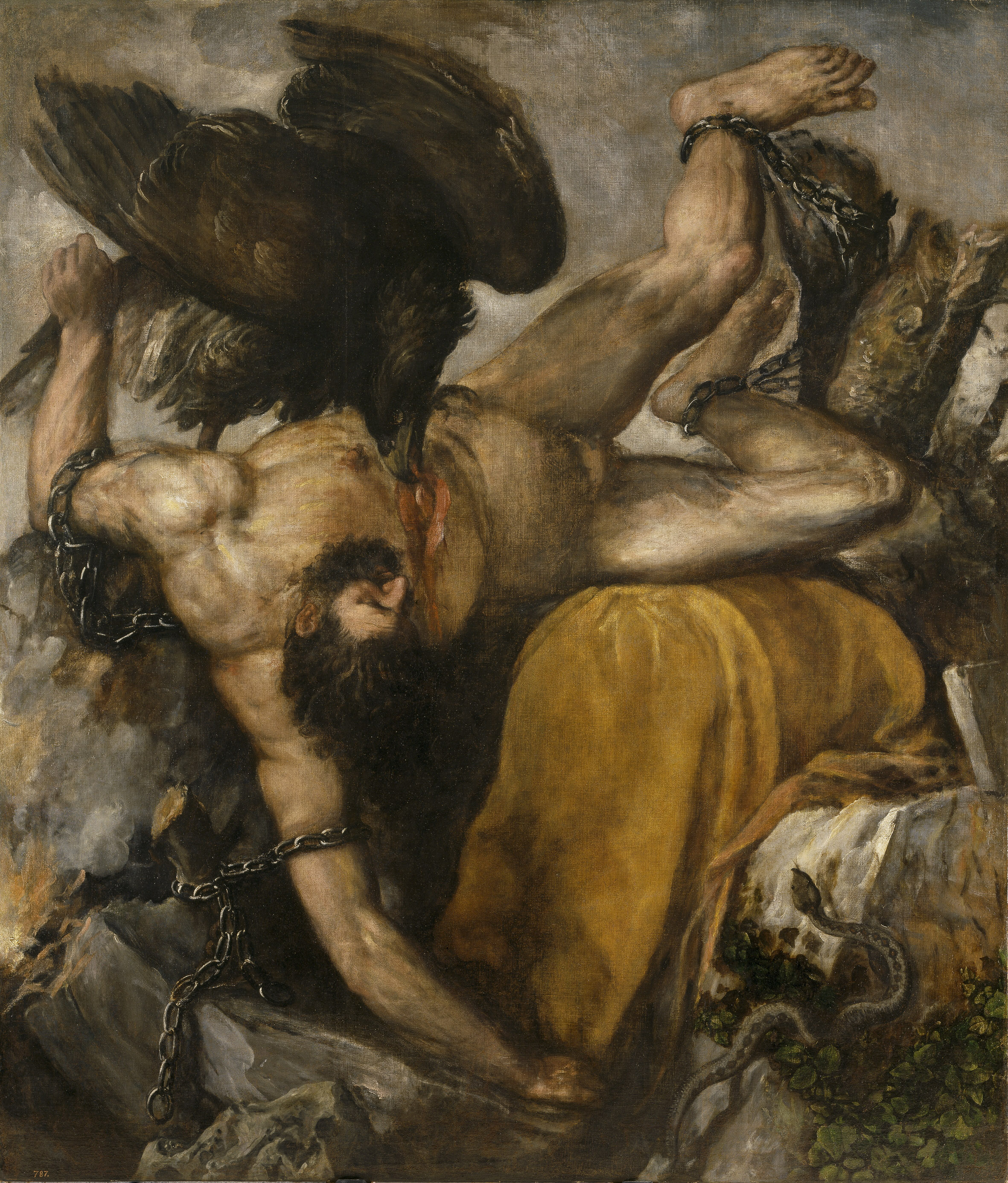
ティツィアーノ『ティテュオス』 (プラド美術館、マドリード)

1600年6月にルーベンスがヴェネツィアに到着した時、ヴェネツィアの芸術は隆盛であった。美術史上最も偉大な画家の1人であるティツィアーノはルーベンスが生まれる1年前の1576年に死去していたが、ヴェネツィアでティツィアーノの人気は健在で、ルーベンスはティツィアーノの形態表現、強烈な色彩、強く流動的な線描、強い想像力を研究した。本作のプロメテウス像がティツィアーノの『ティテュオス』 (プラド美術館、マドリード) に見られるような雛型に負っていることは明らかである。ルーベンスはまた、ヴェネツィアのドゥカーレ宮殿を訪れたが、宮殿の天井と壁はキリスト教的ヴィジョンと異教徒の寓意で装飾されていた。

### フィレンツェ
ルーベンスは1600年10月にフランス王アンリ4世とマリー・ド・メディシスの結婚式のためにフィレンツェに旅行する機会を持った。この時期、ルーベンスは、ミケランジェロのメディチ家廟を持つサン・ロレンツォ聖堂をなど、重要なルネサンスの美術品がある様々な場所を訪れた。彼はまた、捻られた身体像を特徴とするマニエリスム美術の人工的な作風から離れたチーゴリの作品も研究した。

## 来歴
強烈な感情的反応を引き出したことで知られた本作は、完成した1612年からルーベンスに所有されていた。本作が売却された最初の記録は、1618年にイングランドの収集家ダドリー・カールトン卿に売却された時のものである。彼は、ルーベンスに自身の古代彫刻のコレクションをルーベンスの工房で制作された多数の絵画 (ルーベンスにより監督され、ルーベンス自身により仕上げられた) と交換することを申し出た。『縛られたプロメテウス』を自身で仕上げたことを証明するために、ルーベンスはカールトン卿への手紙で以下のように記した。
コーカサス山に繋がれたプロメテウス、彼の肝臓を食らう鷲。私の手になるオリジナル作品、スナイデルスによる鷲。500フロリン。